# Boris Orel (etnolog)
Boris Orel, slovenski etnolog in muzealec, * 2. marec 1903, Brnca, Avstro Ogrska, † 5. februar 1962, Ljubljana.

## Življenje in delo
Po osnovni šoli, ki jo je obiskoval v Nomnju in Gorici je šolanje nadaljeval na goriški gimnaziji (1914/15), Kranju (1915/17) in II. državni realni gimnaziji v Ljubljani (1917–22), kjer je tudi maturiral; 1922/23 je dokončal tečaj državne trgovske akademije v Ljubljani. Od 1924–27 je bil uradnik Ljubljanske kreditne banke, v letih 1928−44 pa blagajnik podružnice Jugoslavenske banke v Ljubljani. Leta 1944/45 je bil v taboriščnik v Dachau. Po vojni je 1958 diplomiral na ljubljanski Filozofski fakulteti in prav tam že leta 1959 tudi doktoriral iz etnologije.
Orel je bil v letih 1945−1962 ravnatelj Etnografskega muzeja v Ljubljani. Sprva je raziskoval zlasti ljudske šege, o teh je napisal tudi širši pregled. Kot muzealec je preučeval predvsem ljudsko materialno kulturo; najpomembnejši so izsledki o ornem orodju in bloških smučeh. V letih 1948-1962 je urejal revijo Slovenski etnograf; 1947 je na novo oblikoval razstavne zbirke Etnografskega muzeja; 1948-1961 je vodil 18 ekip pri zbiranju terenskega etnološkega gradiva na Dolenjskem in Primorskem. V letih 1922−24 je bil član Slovenskega marionetnega gledališča; pisal je tudi članke o lutkarstvu.